# Jerzy Popiełuszko
Jerzy Popiełuszko (14 tháng 9 năm 1947- 19 tháng 10 năm 1984), là một linh mục Công giáo người Ba Lan, người đã cộng tác với phe đối lập là Công đoàn Đoàn kết (Solidarność) trong việc đấu tranh chống độc tài và đòi dân chủ tại Ba Lan thời quốc gia này ở chế độ cộng sản. Ông đã bị ám sát vào năm 1984 bởi Cơ quan Tình báo và An ninh Nội địa Ba Lan (Służba Bezpieczeństwa). Ông đã được công nhận như là một vị tử đạo của Giáo hội Công giáo Rôma, và được tuyên chân phước vào ngày 6 tháng 6 năm 2010 bởi Hồng y Angelo Amato, thay mặt Giáo hoàng Biển Đức XVI. Tiến trình tuyên thánh cho ông đang được xúc tiến và cần một phép lạ nhờ lời cầu bầu của ông.

## Tiểu sử

### Thiếu thời và tu tập
Jerzy Popiełuszko sinh ngày 14 tháng 9 năm 1947 trong một gia đình nông dân Công giáo tại miền đông Ba Lan. Năm 1965, sau khi tốt nghiệp phổ thông, Jerzy được chọn vào học tại một chủng viện ở thủ đô Warszawa. Ngày 28 tháng 5 năm 1972, thầy Jerzy Popiełuszko được Hồng y Stefan Wyszynsk, khi đó là Tổng giám mục Warszawa, truyền chức linh mục. Và sau đó vị linh mục trẻ này được giao đảm trách nhiều công việc mục vụ khác nhau. Tháng 8 năm 1980, Công đoàn Đoàn kết bắt đầu tổ chức đình công đòi tăng lương, phản đối các chính sách về chính trị, kinh tế, xã hội bất công và biểu tình chống độc tài và đòi dân chủ lan rộng tại Ba Lan. Trong những ngày đó, linh mục Popiełuszko đã được tòa tổng giám mục cử đến làm chỗ dựa tinh thần cho các công nhân theo như thỉnh nguyện của họ.

### Cộng tác với Công đoàn Đoàn kết
Ngày 13 tháng 12 năm 1981, chính quyền cộng sản Ba Lan ban hành thiết quân luật và bắt đầu chiến dịch sách nhiễu, bắt bớ, xử án nhiều thành viên của Công đoàn Đoàn kết. Linh mục Popiełuszko thường tham gia các vụ xử án để an ủi, nâng đỡ và khích lệ những người bị xử cũng như thân nhân, là điểm tựa cho chính những nạn nhân đó và cả gia đình của họ, ông cử hành thánh lễ cầu nguyện cho các nạn nhân bị giam giữ, gia đình của họ và cho đất nước Ba Lan.
Vào thời điểm cao trào cuộc xung đột giữa công nhân Công đoàn Đoàn kết với chính quyền cộng sản, ông trở thành một trong những linh mục được hâm mộ và kính trọng nhất tại Ba Lan. Vì thế, chính quyền cộng sản rắp tâm trù dập ông bằng nhiều hình thức. Chẳng hạn như báo chí của chế độ ra sức thóa mạ ông, công an nhiều lần tra hỏi, khám xét nhà và ngụy tạo bằng chứng, tố cáo là ông tàng trữ chất nổ và mực in. Rồi ông bị quy tội vi phạm các điều 58 và 194 bộ Luật hình sự Cộng hòa Nhân dân Ba Lan với tội danh "lạm dụng tự do tôn giáo để xuyên tạc chính quyền, chống phá nhà nước".

### Bị ám sát
Vào mùa thu năm 1983, tướng Wojciech Jaruzelski, thủ tướng Ba Lan khi đó, gửi Hồng y Józef Glemp cũng là tổng giám mục Warszawa khi đó, một danh sách gồm 60 linh mục được cho là những linh mục cực đoan và muốn hồng y buộc những linh mục đó phải im lặng. Linh mục Popiełuszko là một trong những người đứng đầu danh sách đó. Tuy nhiên, chính quyền đã không nhận được kết quả như họ mong đợi.
Một tai nạn xe hơi đã được lên kế hoạch để ám sát linh mục Jerzy Popieluszko vào ngày 13 tháng 10 năm 1984 nhưng ông may mắn thoát được. Kế hoạch đó được chuyển sang ngày 19 tháng 10 năm 1984. Sự việc là ngày hôm đó, linh mục Jerzy Popiełuszko bị mật vụ của chính quyền chặn xe trên đường về Warszawa sau khi dâng thánh lễ tại một nhà thờ ở ngoại ô thành phố. Theo điều tra, ông bị ba công an là Grzegorz Piotrowski, Leszek Pekala và Waldemar Chmielewski bắt cóc, trói và đánh đập dã man trong chiếc xe hơi. Sau đó, ông bị buộc chân vào một tảng đá và vứt xuống đập chứa nước Vistula gần Wrocławek. Mãi tới ngày 30 tháng 10, người ta mới tìm được xác ông. Khám nghiệm tử thi cho thấy trước khi chết, ông bị tra tấn dã man. Cái chết của linh mục Popiełuszko đã gợi nên một nỗi thương tiếc, xúc động lớn trên toàn đất nước Ba Lan. Đã có khoảng 250.000 người tham dự thánh lễ an táng của ông, trong đó có Lech Walesa, người đứng đầu Công đoàn Đoàn kết.